# Європейський вибір
«Європе́йський ви́бір» — коаліція депутатських фракцій у Верховній Раді України VII скликання, утворена 27 лютого 2014 року 250 народними депутатами фракцій політичних партій ВО «Батьківщина», ВО «Свобода», УДАР, групами «Економічний розвиток» та «Суверенна європейська Україна».
27 лютого 2014 року коаліція висунула на пост прем'єр-міністра України керівника фракції ВО «Батьківщина» Арсенія Яценюка та затвердила новий склад уряду.
24 липня 2014 року зі складу коаліції вийшли фракції УДАР, ВО «Свобода» і група «Економічний розвиток», для того щоб створити юридичні умови для проведення позачергових парламентських виборів. Таким чином, коаліція припинила існування.